# Giorgio Bassi
Giorgio Bassi, italijanski dirkač Formule 1, * 20. januar 1934, Milano, Italija.

## Življenjepis
V svoji karieri je nastopil le na domači dirki za Veliko nagrado Italije v sezoni 1965, kjer je z dirkalnikom BRM P57 moštva Scuderia Centro Sud odstopil v osmem krogu zaradi okvare motorja.

## Popolni rezultati Formule 1
(legenda) (odebeljene dirke pomenijo najboljši štartni položaj, poševne pa najhitrejši krog, †-uvrščen kljub odstopu)
| Leto | Moštvo              | Šasija  | Motor  | 1   | 2   | 3   | 4   | 5  | 6   | 7   | 8       | 9   | 10  | Prv | Toč |
| ---- | ------------------- | ------- | ------ | --- | --- | --- | --- | -- | --- | --- | ------- | --- | --- | --- | --- |
| 1965 | Scuderia Centro Sud | BRM P57 | BRM V8 | JAR | MON | BEL | FRA | VB | NIZ | NEM | ITA Ret | ZDA | MEH | -   | 0   |